# Santo Domingo Open
Il Santo Domingo Open, noto anche come Milex Open per motivi di sponsorizzazione, è un torneo professionistico di tennis giocato su campi in terra verde. Fa parte dell'ATP Challenger Tour. Si gioca annualmente dal 2015 al Santo Domingo Tennis Club La Bocha di Santo Domingo, nella Repubblica Dominicana.
Damir Džumhur detiene il record per maggior numero di titoli vinti in singolare, due, mentre Ariel Behar e Miguel Ángel Reyes Varela detengono quello del doppio con due titoli vinti.
È stato il primo grande evento tennistico organizzato nel Paese caraibico. Considerato il torneo Challenger più importante dell'America Latina, è rinomato anche per il calore degli spettatori locali, che incitano i giocatori muovendosi a ritmo di merengue, la tradizionale danza caraibica nata nella Repubblica Dominicana.

## Albo d'oro

### Singolare
| Anno      | Campione                | Finalista         | Punteggio     |
| --------- | ----------------------- | ----------------- | ------------- |
| 2024      | Damir Džumhur (2)       | Andrés Andrade    | 6–4, 6–4      |
| 2023      | Genaro Alberto Olivieri | Marco Trungelliti | 7–5, 2–6, 6–4 |
| 2022      | Pedro Cachín            | Marco Trungelliti | 6–4, 2–6, 6–3 |
| 2021 2020 | Non disputato           | Non disputato     | Non disputato |
| 2019      | Juan Pablo Varillas     | Federico Coria    | 6–3, 2–6, 6–2 |
| 2018      | Cristian Garín          | Federico Delbonis | 6–4, 5–7, 6–4 |
| 2017      | Víctor Estrella Burgos  | Damir Džumhur     | 7–6(4), 6–4   |
| 2016      | Guido Andreozzi         | Nicolás Kicker    | 6–0, 6–4      |
| 2015      | Damir Džumhur (1)       | Renzo Olivo       | 7–5, 3–1 rit. |

### Doppio
| Anno      | Campioni                                    | Finalisti                                    | Punteggio            |
| --------- | ------------------------------------------- | -------------------------------------------- | -------------------- |
| 2024      | Diego Hidalgo Miguel Ángel Reyes Varela (2) | Sriram Balaji Fernando Romboli               | 6(2)–7, 6–4, [18–16] |
| 2023      | Pedro Boscardin Dias Gustavo Heide          | Diego Hidalgo Cristian Rodríguez             | 6–4, 7–5             |
| 2022      | Ruben Gonzales Reese Stalder                | Nicolás Barrientos Miguel Ángel Reyes Varela | 7–6(5), 6–3          |
| 2021 2020 | Non disputato                               | Non disputato                                | Non disputato        |
| 2019      | Ariel Behar (2) Gonzalo Escobar             | Orlando Luz Luis David Martínez              | 6(5)–7, 6–4, [12–10] |
| 2018      | Leander Paes Miguel Ángel Reyes Varela (1)  | Ariel Behar Roberto Quiroz                   | 4–6, 6–3, [10–5]     |
| 2017      | Juan Ignacio Londero Luis David Martínez    | Daniel Elahi Galán Santiago Giraldo          | 6–4, 6–4             |
| 2016      | Ariel Behar (1) Giovanni Lapentti           | Jonathan Eysseric Franko Škugor              | 7–5, 6–4             |
| 2015      | Roberto Maytín Hans Podlipnik-Castillo      | Romain Arneodo Benjamin Balleret             | 6–3, 2–6, [10–4]     |